# Corconne
Corconne ist eine französische Gemeinde mit 620 Einwohnern (Stand 1. Januar 2022) im Département Gard in der Region Okzitanien.

## Geografie
Die Gemeinde Corconne liegt 31 Kilometer nördlich der Regionshauptstadt Montpellier, 46 Kilometer westlich von Nîmes und 33 Kilometer südwestlich von Alès. Im Süden und Westen grenzt sie an das benachbarte Département Hérault.
Das Dorf befindet sich am Südrand des Gebirgszuges Massif de Coutach, bei dem es sich um einen Teil der Cevennen handelt. Von der Nordseite des im Tal gelegenen Siedlungsgebietes aus steigt das Gelände steil an und zeichnet sich teils sogar durch massive Felswände aus. Verschiedene Erhebungen formieren eine canyonartige Schlucht, deren Öffnung sich in Ortsnähe befindet. Anders als die bewaldeten Hügelketten im Norden ist der Süden der Kommune rund um den Weiler La Gravette in hohen Maße vom Weinbau geprägt, was durch die Beschaffenheit des Bodens begünstigt wird. Östlich des Dorfkerns mischen sich in die Rebstöcke zudem einige Olivenhaine.
Die Nachbargemeinden von Corconne sind Sauve im Norden, Liouc im Nordosten, Brouzet-lès-Quissac im Osten, Vacquières sowie Sauteyrargues im Süden, Claret im Westen und Pompignan im Nordwesten.

### Infrastruktur
Unmittelbar südlich des Ortskerns verläuft mit der D45 eine Straße, die Richtung Nordosten an den nächstgelegenen größeren Ort Quissac und in die andere Richtung an den Großraum von Montpellier anbindet. Hinzu kommen lokale Routen, die an die Nachbardörfer anbinden. Über Quissac besteht überdies Zugang zu den Städten Alès und Nîmes.

## Geschichte, Kultur und Sehenswürdigkeiten
Das Bestehen des Ortes geht bis ins Mittelalter zurück und ist seit dem Jahr 1119 schriftlich belegt. Ungefähr aus dieser Zeit stammt auch die heutige Kapelle, welche 1188 erstmals in einem Dokument erwähnt wurde. Das Gebäude entstand als Befestigungsanlage, vermutlich um den Grafen von Toulouse zur Abwehr zu dienen; Hintergrund war die Nähe zum Einflussbereich der Region Provence. Zur damaligen Zeit wurde Corconne durch die Herren von Sauze und Anduze kontrolliert, die ihrerseits Verbündete der Grafschaft Toulouse waren. Erst 1857 wurden die Überreste des Baus von den Bewohnern in eine Kapelle umgewandelt, die der heiligen Maria gewidmet wurde; einige Formen des früheren Gebäudes blieben dabei erhalten. Hintergrund war eine wenige Jahre zuvor aufgetretene Choleraepidemie, von dem der Ort verschont geblieben war. Bis heute finden jährlich Pilgerungen dorthin statt.
Aufgrund der hohen Bedeutung des Olivenanbaus gab es im Ort bis 1914 zwei Mühlen aus dem 17. Jahrhundert zum Zweck der Weiterverarbeitung. In Anlehnung an die lange Tradition dieses Wirtschaftszweiges veranstaltet das Dorf jährlich am zweiten Dezembersonntag ein Olivenfest. Der Ort selbst enthält ebenfalls eine historische Substanz und umfasst einige alte Häuser aus dem 17. und 18. Jahrhundert.

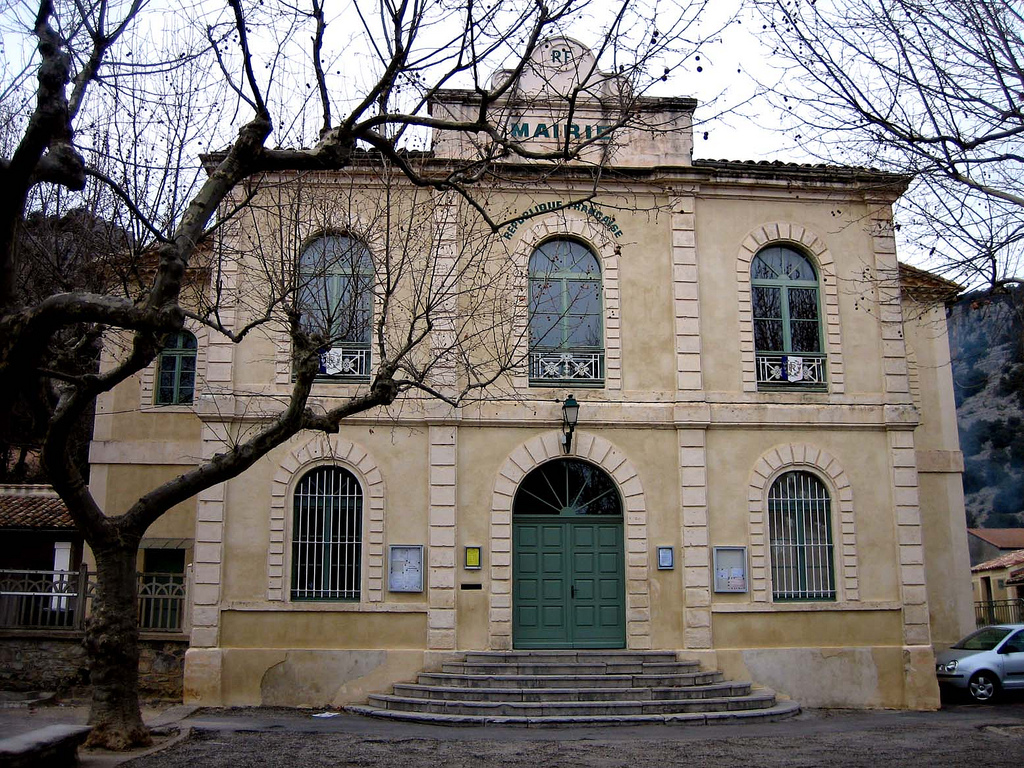
Die Gemeindeverwaltung

In Anbetracht der Lage direkt am Massif de Coutach zählt die spektakuläre Ausprägung zu den wichtigsten Sehenswürdigkeiten der Gemeinde. Bekannt ist vor allem der Pont du Hasard, bei dem es sich um einen Felsbogen in einigen Metern Höhe handelt, der zwei Gesteinsformationen miteinander verbindet. Daneben weist das Gebirge zahlreiche weitere sehenswerte Ausprägungen aus, zu denen auch eine canyonförmige Schlucht zählt. Ein Wanderweg mit der Bezeichnung PR47 ermöglicht den Zugang zum Gelände rund um das Dorf.

## Bevölkerungsentwicklung
| Jahr      | 1962 | 1968 | 1975 | 1982 | 1990 | 1999 | 2011 | 2017 |
| --------- | ---- | ---- | ---- | ---- | ---- | ---- | ---- | ---- |
| Einwohner | 290  | 263  | 239  | 307  | 386  | 482  | 544  | 542  |

Das Niveau von 610 Bewohnern im Jahr 1793 wurde im nachfolgenden 19. Jahrhundert ungefähr beibehalten, sodass 1906 noch 584 Menschen gezählt werden konnten. In der ersten Hälfte des 20. Jahrhunderts setzte ein starker Bevölkerungsschwund ein, bis 1975 mit 239 Bürgern ein historischer Tiefstand erreicht wurde. Von da an kam es zu einem deutlichen Anwachsen, wodurch um 2000 die 500-Einwohner-Marke wieder überschritten werden konnte.